# Gunther Celli
Gunther Celli (Brescia, 7 agosto 1989) è un giocoliere italiano di freestyle football.

## Biografia
```
Rappresentante italiano della disciplina del 
calcio freestyle
 nel mondo, ha ottenuto infatti il titolo di Campione Italiano, Campione Europeo e per due volte consecutive si è qualificato ai Mondiali RedBull. Gunther Celli è nato a Brescia il 07 agosto 1989, fin da piccolo sviluppa una passione per il calcio a 5 e lo street soccer che gli consente di avere un contatto maggiormente individuale con la palla rispetto al calcio a 11, dopo aver passato la sua adolescenza tra i campetti della sua città decide di intraprendere la carriera professionale di Football Freestyler allenandosi duramente. Grazie all'impegno con cui ha affrontato ogni sfida e agli anni di sacrifici vince il suo primo titolo a livello europeo nel 2009 fino a diventare nel 2010 campione italiano. Con la vittoria del titolo italiano nel 2012 guadagna la possibilità di partecipare alle finali del campionato mondiale Red Bull a Lecce dove conquista il 3° gradino del podio. Gunther Celli è stato inoltre campione europeo nel 2013 nel campionato est europa Lubasz e, sempre nello stesso anno, campione italiano Red Bull.
```

## Carriera
Si avvicina alla disciplina nel 2006 portandola alla luce in Italia con il gruppo "Footwork Italia".
Con oltre 1500 esibizioni si è esibito nei più importanti stadi italiani ed esteri con collaborazioni con i più grandi club italiani tra cui Juventus, Inter e Milan. Tra i suoi più grandi eventi troviamo: performance al mondiale per club 2010 di Abu Dhabi per l' FC internazionale, spot virale kit kat, spot virale con jeep e i giocatori della Juventus, spot "sogno azzurro" sigla apertura europei di calcio 2016,  spot tv per tim 2008 , spot tv per Intralot.

### Titoli
Italia :

campione italiano 2010/11 (Venezia)

Campione italiano 2012 (Pavia)

campione italiano 2013 (Bologna)

campione italiano 2014/15/16 (Brescia)

campione italiano 2017/18 (Milano)

Europa : 

campione europeo 2013 (Polonia)

campione europeo 2016 (Belgio)
Mondo:

bronzo ai mondiali redbull 2012 : (Italia)

Top 8 ai mondiali redbull 2013 : (Giappone)

Top 16 ai mondiali redbull 2014 : (Brasile)

Top 8 ai mondiali superball 2015 : (Repubblica Ceca)

Top 8 ai mondiali Redbull 2016 : (Inghilterra)
Top 16 ai mondiali Redbull 2018 : (Polonia)